# Passo de Aspin
O passo de Aspin ou colo de Aspin (em francês:  Col d'Aspin) é um passo de montanha dos Pirenéus com altitude de 1489 m. Situa-se no departamento francês dos Altos Pirenéus (Hautes-Pyrénées), na região de Midi-Pyrénées.

## Geografia
O colo une o vale de Campan ao vale de Aura, Sainte-Marie-de-Campan e Arreau (Àrreu).
A partir de Arreau o passo tem 12,1 km e 6,4% de declive, com um valor máximo de 9,5% a cerca de 5 km do cimo. A partir de Sainte-Marie-de-Campan tem 12,8 km com declive de 5,1% e declive máximo de 8%.

## Ciclismo
Este passo de montanha já foi usado por 71 vezes no Tour de France. Permite ligar o Tourmalet e o passo de Peyresourde. São estas as vezes em que a Volta à França passou pelo Colo de Aspin:

### De 1910 a 1939
Lista de vencedores da etapa que passava no Passo de Aspin:
| - 1910 : Octave Lapize - 1911 : Paul Duboc - 1912 : Louis Mottiat - 1913 : Philippe Thys - 1914 : Firmin Lambot - 1919 : Honoré Barthélémy - 1920 : Firmin Lambot - 1921 : Hector Heusghem - 1922 : Jean Alavoine - 1923 : Robert Jacquinot - 1924 : Ottavio Bottecchia - 1925 : Omer Huyse - 1926 : Lucien Buysse - 1927 : Nicolas Frantz - 1933 : Vicente Trueba - 1934 : Antonin Magne - 1935 : Félicien Vervaecke - 1936 : Yvan Marie - 1937 : Julián Berrendero - 1938 : Gino Bartali - 1939 : Edward Vissers |

### Desde 1947
Lista de vencedores da etapa que passava no Passo de Aspin:
| Ano  | Etapa | Categoria | Início              | Fim                          | Líder no topo do passo         |
| ---- | ----- | --------- | ------------------- | ---------------------------- | ------------------------------ |
| 1947 | 15    | 1         | Bagnères-de-Luchon  | Pau                          | Jean Robic (FRA)               |
| 1948 | 8     | 2         | Lourdes             | Toulouse                     | Jean Robic (FRA)               |
| 1949 | 11    | 2         | Pau                 | Bagnères-de-Luchon           | Apo Lazarides (FRA)            |
| 1950 | 11    | 2         | Pau                 | Saint-Gaudens                | Kléber Piot (FRA)              |
| 1951 | 14    | 2         | Tarbes              | Bagnères-de-Luchon           | Fausto Coppi (ITA)             |
| 1952 | 17    | 2         | Toulouse            | Bagnères-de-Bigorre          | Raphaël Geminiani (FRA)        |
| 1953 | 11    | 2         | Cauterets           | Bagnères-de-Luchon           | Jean Robic (FRA)               |
| 1954 | 12    | 2         | Pau                 | Bagnères-de-Luchon           | Louison Bobet (FRA)            |
| 1955 | 17    | 2         | Toulouse            | Saint-Gaudens                | Charly Gaul (LUX)              |
| 1956 | 12    | 2         | Pau                 | Bagnères-de-Luchon           | Nino Defilippis (ITA)          |
| 1958 | 14    | 2         | Pau                 | Bagnères-de-Luchon           | Federico Bahamontes (ESP)      |
| 1959 | 11    | 2         | Bagnères-de-Bigorre | Saint-Gaudens                | Jean Dotto (FRA)               |
| 1960 | 11    | 2         | Pau                 | Bagnères-de-Luchon           | Kurt Gimmi (SUI)               |
| 1961 | 17    | 2         | Bagnères-de-Luchon  | Pau                          | Marcel Queheille (FRA)         |
| 1962 | 12    | 3         | Pau                 | Saint-Gaudens                | Federico Bahamontes (ESP)      |
| 1963 | 11    | 2         | Bagnères-de-Bigorre | Bagnères-de-Luchon           | Guy Ignolin (FRA)              |
| 1964 | 16    | 2         | Bagnères-de-Luchon  | Pau                          | Julio Jiménez (ESP)            |
| 1969 | 17    | 2         | La Mongie           | Mourenx                      | Joaquim Galera (ESP)           |
| 1970 | 18    | 1         | Saint-Gaudens       | La Mongie                    | Primo Mori (ITA)               |
| 1971 | 16A   | 2         | Bagnères-de-Luchon  | Gourette–les-Eaux-Bonnes     | Lucien Van Impe (BEL)          |
| 1972 | 8     | 2         | Pau                 | Bagnères-de-Luchon           | Roger Swerts (BEL)             |
| 1973 | 14    | 2         | Bagnères-de-Luchon  | Pau                          | José-Manuel Fuente (ESP)       |
| 1974 | 17    | 2         | Saint-Lary-Soulan   | La Mongie                    | Jean-Pierre Danguillaume (FRA) |
| 1975 | 11    | 2         | Pau                 | Saint-Lary-Soulan–Pla d'Adet | Lucien Van Impe (BEL)          |
| 1976 | 15    | 2         | Saint-Lary-Soulan   | Pau                          | Gerben Karstens (NED)          |
| 1977 | 2     | 2         | Auch                | Pau                          | Luis Balague (ESP)             |
| 1978 | 11    | 2         | Pau                 | Saint-Lary-Soulan–Pla d'Adet | Michel Laurent (FRA)           |
| 1979 | 3     | 1         | Bagnères-de-Luchon  | Pau                          | René Bittinger (FRA)           |
| 1980 | 13    | 1         | Pau                 | Bagnères-de-Luchon           | Raymond Martin (FRA)           |
| 1982 | 13    | 1         | Pau                 | Saint-Lary-Soulan–Pla d'Adet | Michel Laurent (FRA)           |
| 1983 | 10    | 1         | Pau                 | Bagnères-de-Luchon           | Patrocinio Jiminez (COL)       |
| 1985 | 17    | 2         | Toulouse            | Luz-Ardiden                  | José Del Ramo (ESP)            |
| 1986 | 13    | 1         | Pau                 | Superbagnères                | Dominique Arnaud (FRA)         |
| 1988 | 15    | 1         | Saint-Girons        | Luz-Ardiden                  | Samuel Cabrera (COL)           |
| 1989 | 10    | 2         | Cauterets           | Superbagnères                | Robert Millar (GBR)            |
| 1990 | 16    | 1         | Blagnac             | Luz-Ardiden                  | Claudio Chiappucci (ITA)       |
| 1991 | 13    | 2         | Jaca                | Val-Louron                   | Claudio Chiappucci (ITA)       |
| 1994 | 12    | 1         | Lourdes             | Luz-Ardiden                  | Richard Virenque (FRA)         |
| 1995 | 15    | 1         | Saint-Girons        | Cauterets–Crêtes du Lys      | Richard Virenque (FRA)         |
| 1997 | 9     | 2         | Pau                 | Loudenvielle                 | Pascal Hervé (FRA)             |
| 1998 | 10    | 1         | Pau                 | Bagnères-de-Luchon           | Rodolfo Massi (ITA)            |
| 1999 | 16    | 1         | Lannemezan          | Pau                          | Mariano Piccoli (ITA)          |
| 2001 | 14    | 1         | Tarbes              | Luz-Ardiden                  | Bobby Julich (USA)             |
| 2003 | 15    | 1         | Bagnères-de-Bigorre | Luz-Ardiden                  | Sylvain Chavanel (FRA)         |
| 2004 | 12    | 1         | Castelsarrasin      | La Mongie                    | Michael Rasmussen (DEN)        |
| 2006 | 11    | 1         | Tarbes              | Val d'Aran-Pla de Beret      | Fabian Wegmann (DEU)           |
| 2008 | 9     | 1         | Toulouse            | Bagnères-de-Bigorre          | Riccardo Riccò (ITA)           |
| 2009 | 9     | 1         | Saint-Gaudens       | Tarbes                       | Franco Pellizotti (ITA)        |
| 2010 | 16    | 1         | Bagnères-de-Luchon  | Pau                          | Anthony Charteau (FRA)         |
| 2012 | 16    | 1         | Pau                 | Bagnères-de-Luchon           | Thomas Voeckler (FRA)          |